# Johan Abraham Sundmark
Johan Abraham Sundmark, född 26 maj 1804 i Katarina församling i Stockholm, död 4 mars 1870 i Uppsala, var en svensk militär.

## Biografi
Sundmark blev officer 1821, kapten vid Upplands regemente 1841 och major 1850. Han var överstelöjtnant och tillförordnad chef för Upplands regemente 1853–1854. Sundmark var överste och ordinarie chef för Upplands regemente 1862–1865. Han blev riddare av Svärdsorden 1850 .
Johan Abraham Sundmark var son till sjökapten Johan Abraham Sundmark (död 1809) och Gertrud Nannings (1786–1869). Han var från 1852 gift med Carolina De Geer, syster till Emanuel och Louis De Geer. Makarna Sundmark vilar på Uppsala gamla kyrkogård.